# Martín Fernández de Navarrete
Martín Teodoro Fernández de Navarrete y Ximénez de Tejada (Ábalos, La Rioja, 8 de novembre de 1765 – Madrid, 8 d'octubre de 1844) fou un mariner, escriptor i historiador espanyol, avi del també historiador Eustaquio Fernández de Navarrete.

## Biografia
L'any 1782 va ingressar a l'Armada com guardiamarina, entrant en combat el 1782 i sent ascendit a alferes de fragata. La mala salut el va obligar a abandonar temporalment les seves tasques. Això li va obrir les portes a un món nou: la història. Des de 1789 i comissionat pel Ministeri de Marina durant tres anys, es dedicarà a compilar la història marítima espanyola. El seu treball de recerca en els arxius d'Espanya i Portugal va portar a descobrir els lligalls de tres dels viatges de Cristòfor Colom, així com els dos diaris d'aquest del primer i tercer viatge. Durant la guerra amb França es va reincorporar al servei actiu, sent ascendit a capità de navili. Amic de Félix María Samaniego, va col·leccionar els seus manuscrits i va escriure la seva primera biografia.
El 1792 ingressà a la Reial Acadèmia de la Llengua, i poc després, a la de Bellas Artes de San Fernando. El 1800 fou membre de l'Academia de la Historia, que presidí el 1824. Lluità contra els francesos (1793-95) i s'oposà a Josep Bonaparte. Publicà una Colección de documentos inéditos.
Retirat de la política activa el 1808 després del seu pas pel Ministeri de Marina en qualitat d'ajudant del ministre i hidrògraf, va col·laborar posteriorment amb Josep I Bonaparte, pel que hagué d'abandonar Espanya per la seva condició d'afrancesat després de la caiguda del rei Josep I, encara que havia rebutjat els càrrecs de conseller d'Estat i intendent de Marina.
L'any 1819 va publicar el seu llibre Vida de Cervantes, una de les obres cims per entendre l'escriptor universal, i que va suposar la recuperació d'El Quixot al segle xix. Després de la biografia de Gregori Maians i Siscar, va ser la segona vegada que es va publicar una biografia de Miguel de Cervantes, rigorosament documentada gràcies a la recerca en els arxius nacionals que havia vingut realitzant Navarrete. Fins a la seva mort va ser director de l'Academia de la Historia.
Entre les seves distincions figuren la de Cavaller de l'Orde de Sant Joan, Gran Creu de la Real Orde Americana d'Isabel la Catòlica, i Comadador de la Legió d'Honor de França. Va ser de l'extingit Consell Real d'Espanya i Índies, Director del Dipòsit Hidrogràfic, Vocal nat de la Junta del Almirallat, Pròcer del Regne (1834), Viceprotector de la Reial Acadèmia de Belles arts de Sant Ferran, individu de l'Institut de França, de la Reial Acadèmia Asiàtica de Londres (1826), de l'Històric de Rio de Janeiro, de l'Acadèmia de Sant Lluc de Roma, de la de Ciències de Torí, de la de Berlín, de les Societats d'Antiquaris de Copenhaguen i Normandia, de la Societat Filosòfica Americana de Filadèlfia, de les de Geografia de París i Londres.

## Obres
- Vida de Miguel de Cervantes Saavedra, escrita e ilustrada con varias noticias y documentos inéditos pertenecientes a la historia y literatura de su tiempo. Madrid, 1819.
- Disertación sobre la historia de la náutica. Madrid, 1846.
- Biblioteca marítima española. Obra póstuma de Martín Fernández de Navarrete. Madrid: Viuda de Calero, 1851.
- Colección de los Viajes y Descubrimienios que Izicieron por Mar los Espanoles desde fines del Siglo XV. Madrid, 1825.
- Viajes de Américo Vespucio. Ed. Espasa-Calpe. Madrid, 2003. ISBN 8467011149.
- Colección de Documentos Inéditos para la Historia de España. Madrid, 1844.